# Hermip de Beirut
Hermip de Beirut (Hermippus, Ἕρμιππος) fou un escriptor grec del temps de Trajà i Hadrià (segle ii), esclau de naixement i deixeble de Filó Bibli que el va recomanar a Herenni Sever i va arribar a destacar per la seva eloqüència i coneixements. Va escriure diverses obres, una de somnis en cinc llibres, i Περὶ Ἑβδομάδος. És esmentat per Climent d'Alexandria i per Esteve de Bizanci.